# Gymnaspis sculpta
Gymnaspis sculpta är en insektsart som beskrevs av Hempel 1937. Gymnaspis sculpta ingår i släktet Gymnaspis och familjen pansarsköldlöss. Inga underarter finns listade i Catalogue of Life.